# Andrius Giedraitis
Andrius Giedraitis, född 23 juli 1973 i Marijampolė, Sovjetunionen, är en litauisk basketspelare som tog OS-brons 2000 i Sydney. Detta var Litauens tredje bronsmedalj i rad i herrarnas turnering i basket vid olympiska sommarspelen. Han har bland annat spelat för BC Sakalai och är sedan 2010 coach för laget.